# 拉卡夫雷拉
拉卡夫雷拉，是西班牙马德里自治区的一个市镇。总面积846平方公里，总人口3773人（2011年），人口密度4人/平方公里。